# Alexei Iwanowitsch Kisseljow
Alexei Iwanowitsch Kisseljow, auch Alexei Kiseljew (russisch Алексей Иванович Киселёв; * 17. März 1938 in Moskau; † 19. Juni 2005 ebenda) war ein sowjetischer Boxer. Er gewann bei den Olympischen Spielen 1964 in Tokio und 1968 in Mexiko-Stadt jeweils eine Silbermedaille.

## Werdegang
Alexei Kisseljow begann 1954 in Moskau mit dem Boxen. Im Alter von 18 Jahren trat er in die Sowjetarmee ein und wurde Mitglied des Armeesportclubs ZSKA Moskau. Seine Trainer waren dort N. Sokolow u. K. Birk. Schon 1958 setzte er sich bei der sowjetischen Armee-Meisterschaft durch und wurde zur ersten Meisterschaft der Armeesportverbände der Staaten des Warschauer Paktes (SKDA-Meisterschaft) nach Leipzig entsandt. Dort gewann er das Finale im Halbschwergewicht (bis 81 kg Körpergewicht).
Das nächste Mal trat er erst wieder im Jahre 1960 in Erscheinung. Er startete in diesem Jahr bei der sowjetischen Landesmeisterschaft und traf im Halbmittelgewicht (bis 71 kg Körpergewicht), also zwei Gewichtsklassen tiefer als 1958, im Halbfinale auf Boris Lagutin, gegen den er nach Punkten verlor. Auch im Jahr 1961 war er bei der Landesmeisterschaft am Start. Er kämpfte dabei im Mittelgewicht (bis 75 kg Körpergewicht). Er traf schon im Viertelfinale auf Olympiasieger Waleri Popentschenko und unterlag diesem nach Punkten. Mehr als den 5. Platz konnte er deshalb nicht erreichen. Als Entschädigung dafür gewann er bei der 2. SKDA-Meisterschaft in Sofia erneut den Titel. Im Finale des Mittelgewichts besiegte er dabei Detlef Büchsenschuß aus der DDR nach Punkten.
Bei der sowjetischen Landesmeisterschaft 1962 unterlag er im Mittelgewicht wieder gegen Waleri Popentschenko, diesmal erst im Finale. Kisseljow war in diesem Jahr auch wieder bei der 3. SKDA-Meisterschaft in Kromirz/CSSR am Start, wo er den Endkampf gegen den Bulgaren Vilijew durch KO in der 1. Runde für sich entscheiden konnte.
Bei der sowjetischen Landesmeisterschaft 1963 verlor Alexei Kisseljow wie schon im Vorjahr im Finale gegen Popentschenko. 1964 rückte Alexei Kisseljow wieder in das Halbschwergewicht auf und gewann in dieser Gewichtsklasse zum ersten Mal einen sowjetischen Meistertitel. Der von ihm im Finale besiegte Gegner war Juri Konopalow. Noch bemerkenswerter als dieser Sieg war allerdings der im Halbfinale über Danas Pozniakas. Mit diesem Sieg hatte er sich auch das Startrecht bei den Olympischen Spielen in Tokio erkämpft. Er feierte dort Siege über Gheorghe Negrea aus Rumänien und Frantisek Polacek aus der Tschechoslowakei. Im Halbfinale traf er auf den dreifachen Europameister Zbigniew Pietrzykowski aus Polen. In einem von der Taktik geprägten Gefecht gelang es Alexei Kisseljow Pietrzykowski mit 4:1 Richterstimmen nach Punkten zu besiegen. Im Kampf um die Goldmedaille stand er dann dem italienischen Überraschungsmann Cosimo Pinto gegenüber. Pinto diktierte mit seiner ausgefeilten Technik das Kampfgeschen und landete einen knappen 3:2-Punktsieg. Alexei Kisseljow musste sich mit der Silbermedaille begnügen.
Bei der sowjetischen Meisterschaft 1965 unterlag Alexei Kisseljow im Finale des Halbschwergewichts gegen Danas Pozniakas. Er verpasste damit einen Start bei der im gleichen Jahr stattfindenden Europameisterschaft.
1966 holte sich Alexei Kisseljow in Abwesenheit von Danas Pozniakas seinen zweiten Landesmeistertitel, als er im Finale des Halbschwergewichts Vytautas Bingalis besiegen konnte. Im Anschluss daran gewann Kisseljow ebenfalls im Halbschwergewicht die 5. SKDA-Meisterschaft in Budapest mit einem Finalsieg über den Rumänien Trandafir.
1967 kämpfte Alexei Kisseljow bei den sowjetischen Titelkämpfen in Woskressensk im Halbschwergewicht gegen Danas Pozniakas um das Ticket für die im gleichen Jahr stattfindende Europameisterschaft in Rom. Obwohl Pozniakas sich durchsetzen konnte, durfte Alexei Kisseljow ebenfalls nach Rom fahren, da er im Mittelgewicht eingesetzt wurde. Dort besiegte er im Achtelfinale Czeslaw Ptak aus Polen durch techn. KO in der 3. Runde und schlug im Viertelfinale Alan Ball aus Wales und im Halbfinale Jan Hejduk aus der CSSR nach Punkten. Im Finale stand Kisseljow dem Einheimischen Mario Casati gegenüber, dem er sich schließlich nach Punkten geschlagen geben musste.
Bei der sowjetischen Meisterschaft im Olympiajahr 1968 musste sich Kisseljow erneut im Finale des Halbschwergewichts Danas Pozniakas geschlagen gegen. Daraufhin vertrat Kisseljow bei den Olympischen Spielen in Mexiko-Stadt sein Land wieder im Mittelgewicht. Dort gelangen ihm in seinen ersten vier Kämpfen folgende Siege: Punktsieg über Antoine Abeng aus Kamerun, Punktsieg (4:1) über Matthias Ouma aus Uganda, Punktsieg über Wiesław Rudkowski aus Polen und techn. KO-Sieg in der 1. Runde über Agustin Zaragoza aus Mexiko. Im Finale stand Kisseljow dem Briten Christopher Finnegan gegenüber, dem er nach einem ausgeglichenen Kampf knapp mit 2:3 Punktrichterstimmen unterlag. Kisseljow musste sich somit wie schon vier Jahre zuvor mit der Silbermedaille zufriedengeben.
Nach diesen Olympischen Spielen trat Alexei Kisseljow zurück. Er war danach viele Jahre lang als Sportfunktionär in sowjetischen Verbänden und im intern. Studenten-Sportverband FISU tätig. Außerdem war er in der AIBA und der EABA (Amateur-Welt-Boxverband u. europ. Amateur-Boxverband) als Ring- und Punktrichter tätig.

## Länderkämpfe von Alexei Kisseljow
- 1963 in Moskau, UdSSR gegen England, Abbruchsieger 2. Runde über Ian Lawther,
- 1967 in Berlin, Berlin gegen UdSSR, KO-Sieger 1. Runde über Wolfgang Beckmann,
- 1968 in Glasgow, Schottland gegen UdSSR, KO-Sieger 1. Runde über Fropes,
- 1968 in Dublin, Irland gegen UdSSR, Punktsieger über Hughes

## UdSSR-Meisterschaften mit Alexei Kisseljow
(Hm = Halbmittelgewicht, Mi = Mittelgewicht, Hs = Halbschwergewicht)
- 1960, Hm: 1. Iwan Sobolow, 2. Boris Lagutin, 3. Alexei Kisseljow u. Anatoli Koromyslow,
- 1961, Mi: 1. Waleri Popentschenko, 2. Anatoli Koromyslow, 3. W. Nowitschkow u. Ewgeni Feofanow, 5. Alexei Kisseljow,
- 1962, Mi: 1. Waleri Popentschenko, 2. Alexei Kisseljow, 3. Jan Rowitsch u. G. Solomonow,
- 1963, Mi: 1. Waleri Popentschenko, 2. Alexei Kisseljow, 3. I. Jewstigenjew u. A. Nefedow,
- 1964, Hs: 1. Alexei Kisseljow, 2. Juri Konopalow, 3. E. Zimin u. Danas Pozniakas,
- 1965, Hs: 1. Danas Pozniakas, w. Alexei Kisseljow, 2. W. Minakow u. A. Butko,
- 1966, Hs: 1. Alexei Kisseljow, 2. Vytautas Bingalis, 3. W. Nowitschkow u. Nikolai Nowikow,
- 1967, Hs, 1. Danas Pozniakas, 2. Alexei Kisseljow, 3. W. Minakow u. A. Tkachenko,
- 1968, Hs: 1. Danas Pozniakas, 2. Alexei Kisseljow, 3. Vytautas Bingalis u. W. Minakow